# Dorfkirche Rietdorf

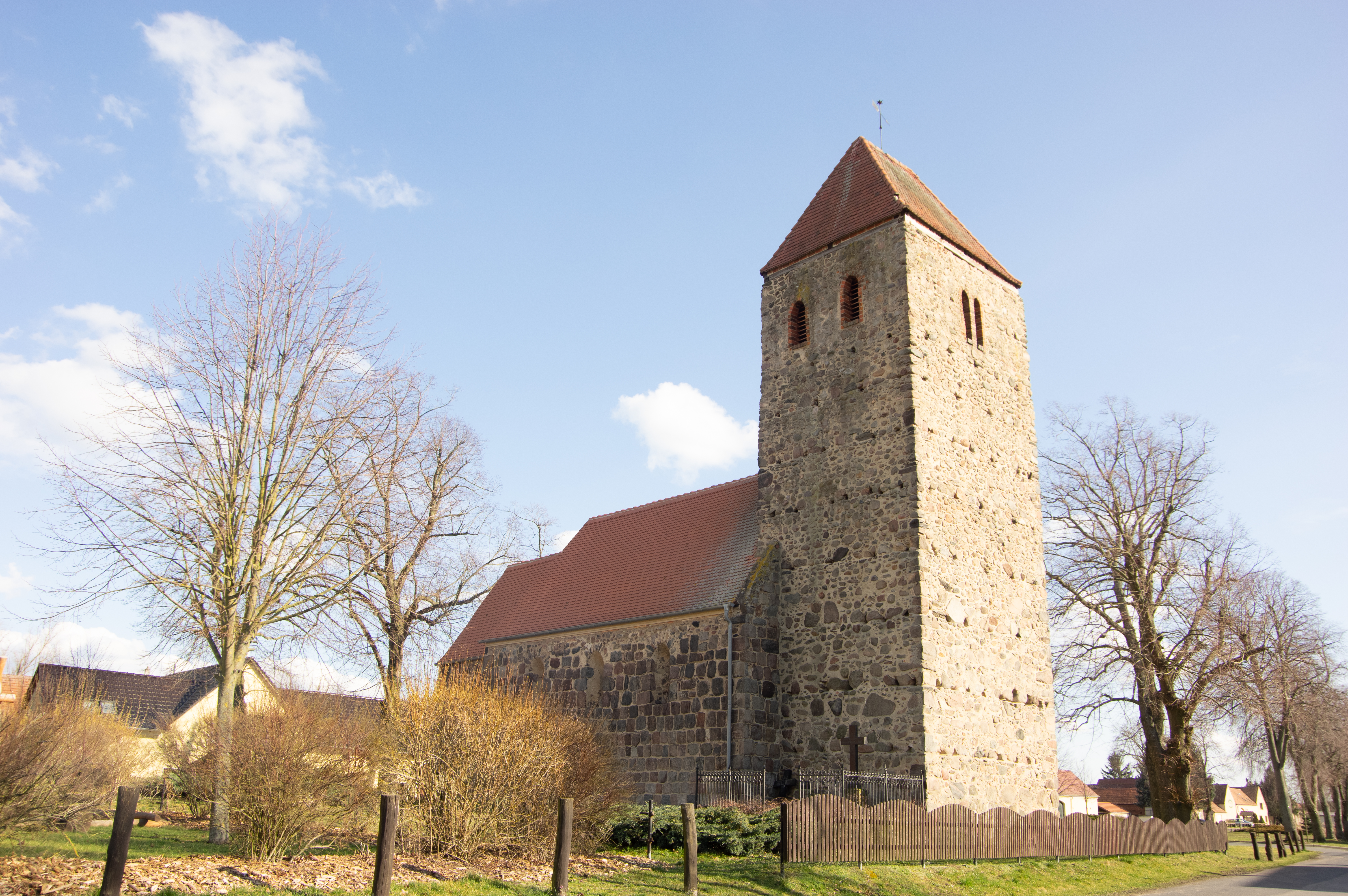
Dorfkirche Rietdorf

Die evangelische Dorfkirche Rietdorf ist eine spätromanische Feldsteinkirche in Rietdorf, einem Ortsteil der Gemeinde Ihlow im Landkreis Teltow-Fläming im Land Brandenburg. Die Kirchengemeinde gehört zur Kirchengemeinde Dahme/Mark im Kirchenkreis Zossen-Fläming der Evangelischen Kirche Berlin-Brandenburg-schlesische Oberlausitz.

## Lage
Die Straße Rietdorf umspannt den linsenförmigen Dorfanger, der sich in Nordwest-Südost-Richtung erstreckt. Die Kirche steht mittig auf diesem Grundstück mit einem Kirchfriedhof, der mit einem Zaun eingefriedet ist.

## Geschichte
Das Bauwerk entstand in der ersten Hälfte des 13. Jahrhunderts. Sie blieb offenbar im Dreißigjährigen Krieg weitgehend unbeschädigt. Im 18. Jahrhundert wurden zahlreiche Fenster vergrößert. 1954 wurde der Innenraum restauriert, dabei blieb die Kirchenausstattung jedoch weitgehend erhalten.

## Baubeschreibung

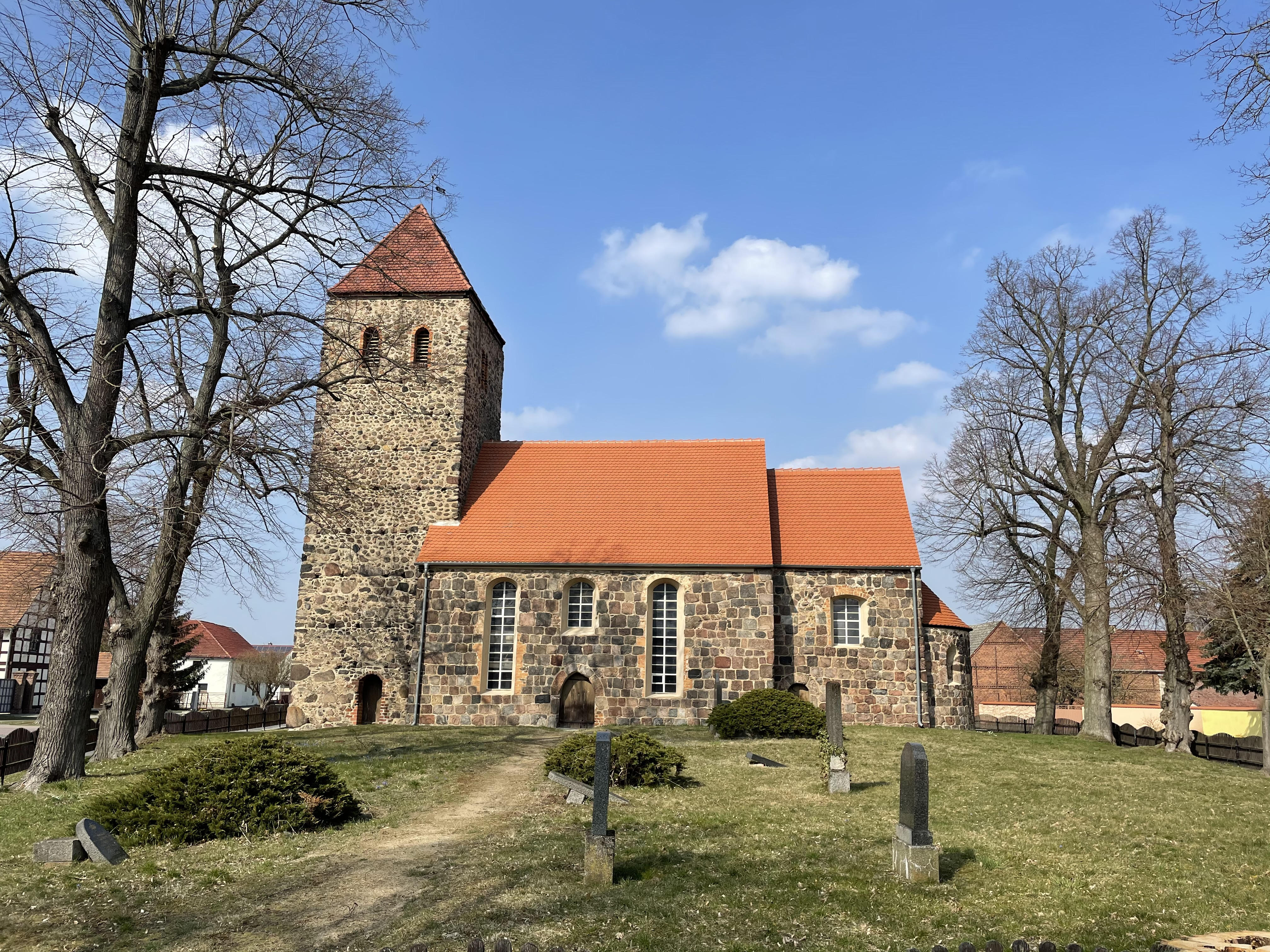
Ansicht von Süden

Die Vollständige Anlage entstand im Wesentlichen aus Feldsteinen, die behauen und lagig geschichtet wurden. Die halbrunde Apsis ist stark eingezogen und besitzt drei kleine Rundbogenfenster, die noch aus der Bauzeit stammen könnten. Daran schließt sich der Chor an. Er ist gerade und ebenfalls eingezogen. Der Chorschluss ist fensterlos, der östliche Giebel aus Mischmauerwerk. An der Nordseite sind zwei schmale Rundbogenfenster, die ebenfalls noch ursprünglich sein dürften. Dem gegenüber ist an der Südseite ist ein „barock“ vergrößertes, gedrückt-segmentbogenförmiges Fenster. Unterhalb des Südfensters ist eine rundbogenförmige Priesterpforte, die ebenfalls noch aus der Bauzeit stammen dürfte.
Daran schließt sich das Kirchenschiff an. Es hat einen rechteckigen Grundriss und an der Nordseite ebenfalls noch drei vermutlich ursprüngliche Fenster. Die Südseite wurde ebenfalls barock umgestaltet. Dort sind zwei große Rundbogenfenster, die sich annähernd über die gesamte Höhe der Langwand erstrecken. Dazwischen sind eine spitzbogenförmige Gemeindepforte sowie darüber ein barock vergrößertes Fenster. Chor und Schiff tragen ein schlichtes Satteldach.
Der Kirchturm ist quadratisch und gegenüber dem Schiff eingezogen. Er wurde im Gegensatz zu Apsis, Chor und Schiff aus eher unbehauenen Feldsteinen errichtet, die auch nicht so lagig geschichtet wurden. Der Zugang erfolgt von Süden über ein Portal mit Schalensteinen; der übrige Baukörper ist fensterlos. Im Glockengeschoss sind an der Nord- und Südseite je zwei einzelne Klangarkaden; an der West- und Ostseite sind sie gekuppelt. Die Öffnungen wurden mit rötlichem Mauerstein eingefasst. Der Turm trägt ein schlichtes Walmdach mit einem Kreuz.

## Ausstattung
Das Altarretabel entstand in der ersten Hälfte des 17. Jahrhunderts und besteht aus einem architektonischen Aufbau mit reichem Beschlag. Zwischen den beiden Doppelsäulen befindet sich im Altarblatt ein Bild, das Jesus Christus zeigt. Die seitlich angebrachten Wangen wurden zu Adlern stilisiert. Auffällig ist, dass in der Predella nicht das Abendmahl Jesu abgebildet ist. Es handelt sich vielmehr um eine Darstellung des Pessach-Mahles, mit dem das Judentum den Auszug aus Ägypten feiert. Die hölzerne Kanzel mit Schalldeckel stammt vermutlich aus dem Ende des 17. Jahrhunderts und war zu einer früheren Zeit vermutlich mit den Bildern der vier Evangelisten versehen. Zur weiteren Kirchenausstattung gehören eine barocke Fünte in Balusterform sowie eine Sakramentsnische in der Apsis, die mit einer spätgotischen Malerei versehen ist.
Auf der barocken Hufeisenempore steht eine Orgel aus der Mitte des 19. Jahrhunderts.
Das Bauwerk ist im Innern bis auf die Apsiskalotte flachgedeckt. Der Triumph- und Apsisbogen sind spitzbogenförmig.